# قاي ديفيد
قاي ديفيد (بالفرنسية: Guy David)‏ (25 يوليو 1947 مارسيليا فرنسا - 30 أغسطس 2008 فرنسا) هو لاعب كرة قدم فرنسي سابق كان يلعب كمهاجم.

## روابط خارجية
- قاي ديفيد على موقع قاعدة بيانات كرة القدم.إي يو (الإنجليزية)
- قاي ديفيد على موقع عالم كرة القدم.نت (الإنجليزية)